# Opera Wrocławska
Opera Wrocławska – jeden z teatrów mieszczących się we Wrocławiu na Dolnym Śląsku, przy ulicy Świdnickiej pod numerem 35. Zarówno budynek, jak i mająca w nim swoją siedzibę instytucja przystosowane są przede wszystkim do wystawiania spektakli operowych i innych (na przykład baletu).

## Budynek
Gmach Teatru Miejskiego wzniesiono przy ulicy Świdnickiej w latach 1839–1841 według projektu Carla Ferdinanda Langhansa, z nowoczesną sceną i widownią na około 1600 miejsc. Po pożarach (w 1865 i 1871), budynek przebudowano podwyższając widownię i nadscenium, dostawiono pawilon malarni i rozbudowano portyk oraz ozdobiono z zewnątrz malowidłami. Odbudową z 1865 kierował Karl Lüdecke, a tą z 1871–1872 Karl Schmidt. W 1871 postawiono także na krawędzi dachu rzeźby muz wykonane ze sztucznego piaskowca (obecnie stoją tam odlewy z zaginionych oryginałów wykonane na początku XXI wieku). Po 1945 usunięto zniszczone pociskami figury muz oraz z przyczyn politycznych zdjęto z fasady nieuszkodzone popiersia artystów niemieckich: Beethovena, Goethego, Mozarta i Schillera oraz skuto freski Schmidta z zewnętrznej ściany. W 1954–1956 rozbudowano południową część budynku. Gruntowna modernizacja rozpoczęła się w 1997, a zakończyła w 2006.
W bardzo bogato zdobionym wnętrzu zachowało się większość zdobień z XIX wieku, m.in.: plafon z portretami kompozytorów, główny żyrandol (przerobiony z gazowego na elektryczny) oraz loża cesarska. Sumaryczna powierzchnia złocona prawdziwym złotem wynosi 10 tysięcy m², a powierzchnia kryształowych luster 200 m².

## Działalność sceniczna
Tradycje operowe we Wrocławiu sięgają pierwszej połowy XVIII wieku, wówczas Ballhaus (Dom Zabaw), odwiedzały teatry wędrowne. Duże znaczenie miała działalność włoskiej trupy operowej, utrzymującej stały kontakt z teatrami w Bolonii i Wenecji oraz z Antonio Vivaldim. Ich siedziba w 1727 otrzymała status teatru miejskiego, a w grudniu 1795 otrzymała nazwę Teatru Królewskiego we Wrocławiu.
W latach 1804–1806 teatr prowadził Carl Maria von Weber, twórca niemieckiej opery romantycznej.
W obecnym budynku opery mieścił się najpierw teatr miejski (wbrew nazwie początkowo był własnością różnych spółek, przede wszystkim Teatralnego Towarzystwa Akcyjnego, na własność miasta przeszedł w 1878), grający także opery i operetki. Dopiero na przełomie XIX/XX wieku teatr przekształcono w operę. Prowadziła ona działalność do 1944, jako jedna z czołowych scen niemieckich. Na scenie teatru gościło wielu znakomitych europejskich śpiewaków i śpiewaczek, dyrygentów i wirtuozów, m.in. Władysław Mierzwiński, Marcelina Sembrich-Kochańska, Apolinary Kątski, Richard Wagner, Richard Strauss, Wilhelm Furtwängler, Niccolò Paganini, Karol Lipiński, Anton Rubinstein, Ferenc Liszt i Henryk Wieniawski.
8 września 1945 nastąpiła reaktywacja działalności Opery przedstawieniem Halki Moniuszki w reżyserii Stanisława Drabika (pierwszego powojennego dyrektora opery). Do 1950 wystawiano oprócz oper także sztuki teatralne, teatr lalki i operetki (z powodu braku budynków dla tych instytucji). Od 1997, z inicjatywy dyrektor Ewy Michnik, w czasie generalnego remontu gmachu (1997–2006), rozpoczęto serię monumentalnych widowisk operowych realizowanych w Hali Ludowej lub w plenerze, co stało się wyróżnikiem Opery Wrocławskiej względem innych tego typu placówek w Polsce.
W 2014 r. operę we Wrocławiu odwiedziło 105 451 osób.

## Dyrekcja
Twórcą polskiej sceny operowej we Wrocławiu został Stanisław Drabik. Od 1 stycznia 2025, na dyrektora Opery Wrocławskiej została powołana prof. Agnieszka Franków-Żelazny.
Dyrektorzy opery
- Ewa Michnik 1995–2016;
- Marcin Nałęcz-Niesiołowski 2016–2019;
- Halina Ołdakowska 2020–2023[3]
- Tomasz Janczak 2023[potrzebny przypis]– 2024;
- Agnieszka Franków-Żelazny od 2025

## Nazwa
- 1727–1795 – Teatr Miejski we Wrocławiu
- 1795 – przełom XIX/XX w. – Teatr Królewski we Wrocławiu
- przełom XIX/XX w. – 1944 – Opera we Wrocławiu (?)
- 1945–1949 – Opera Dolnośląska (w sezonie 1948/1949 Teatry Dolnośląskie – Opera Dolnośląska)
- 1949–2000 – Opera Wrocław
- 2000–2005 – Opera Dolnośląska
- od 2005 – Opera Wrocławska[4][5]

## Galeria

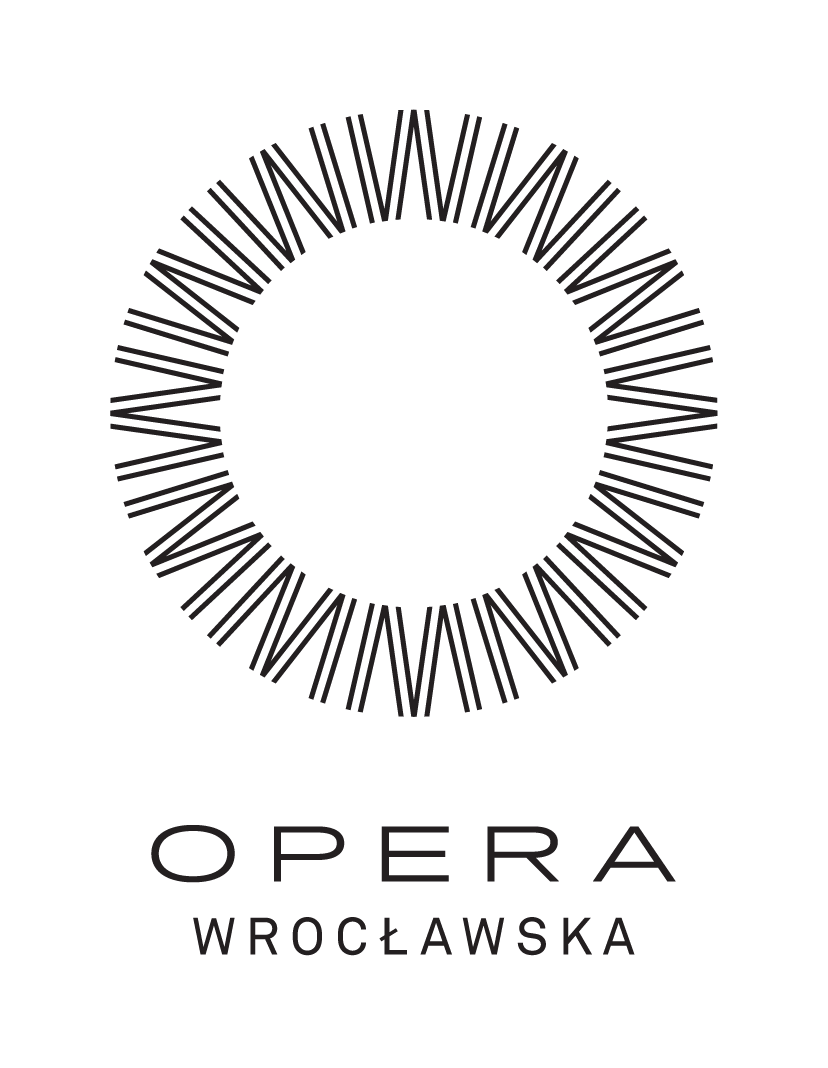
Opera Wrocławska
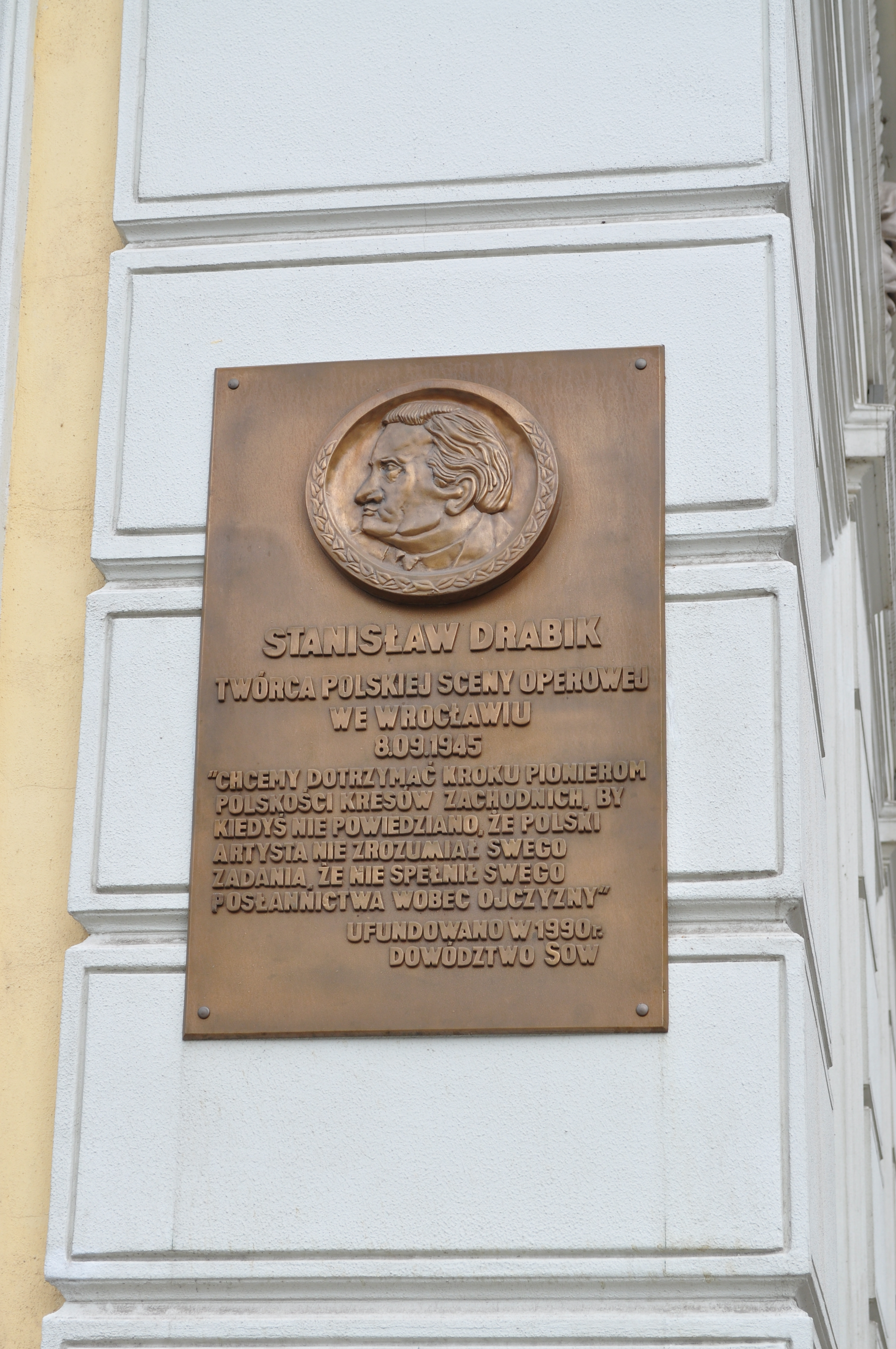
Tablica upamiętniająca Stanisława Drabika
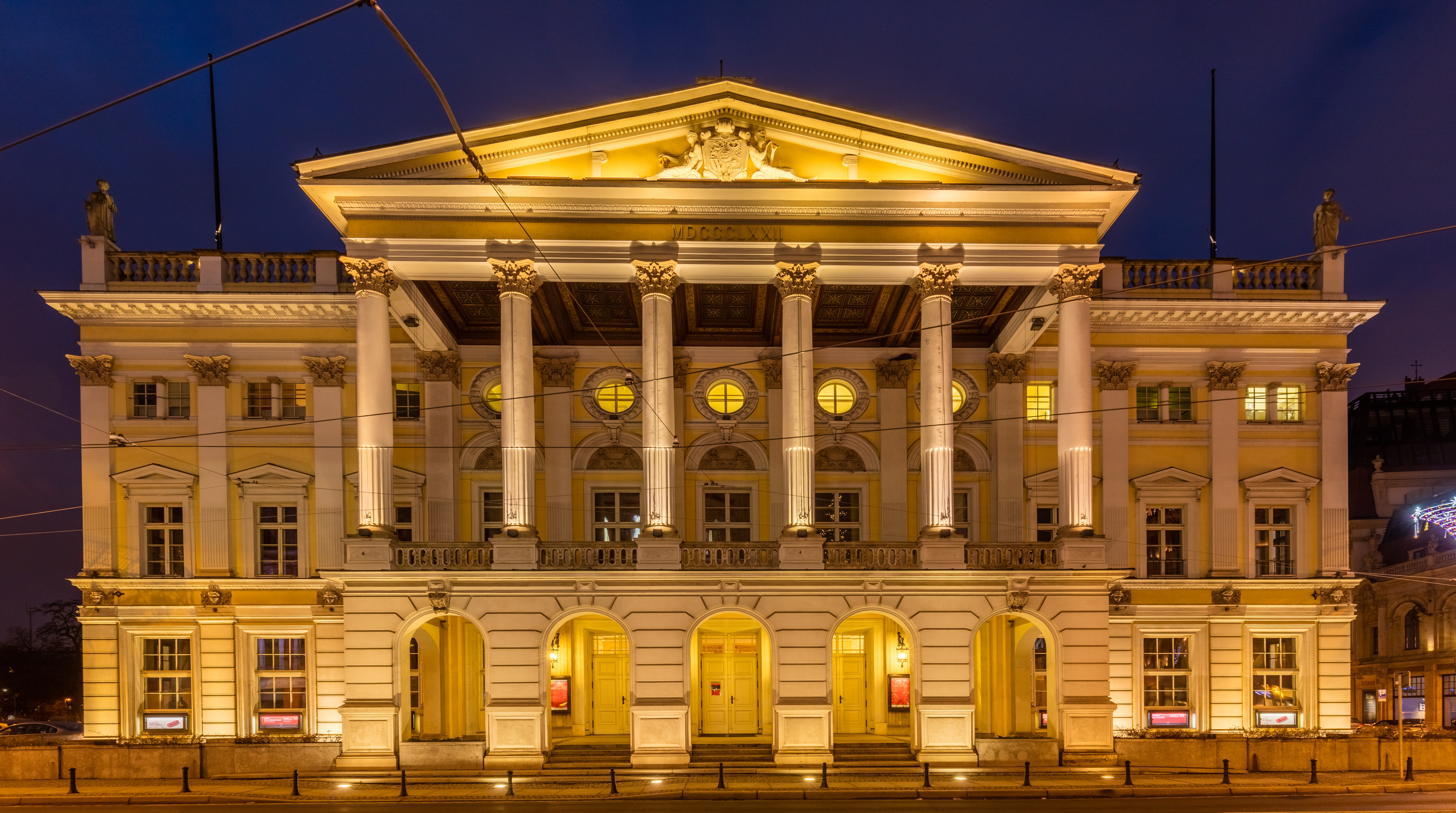
Opera nocą
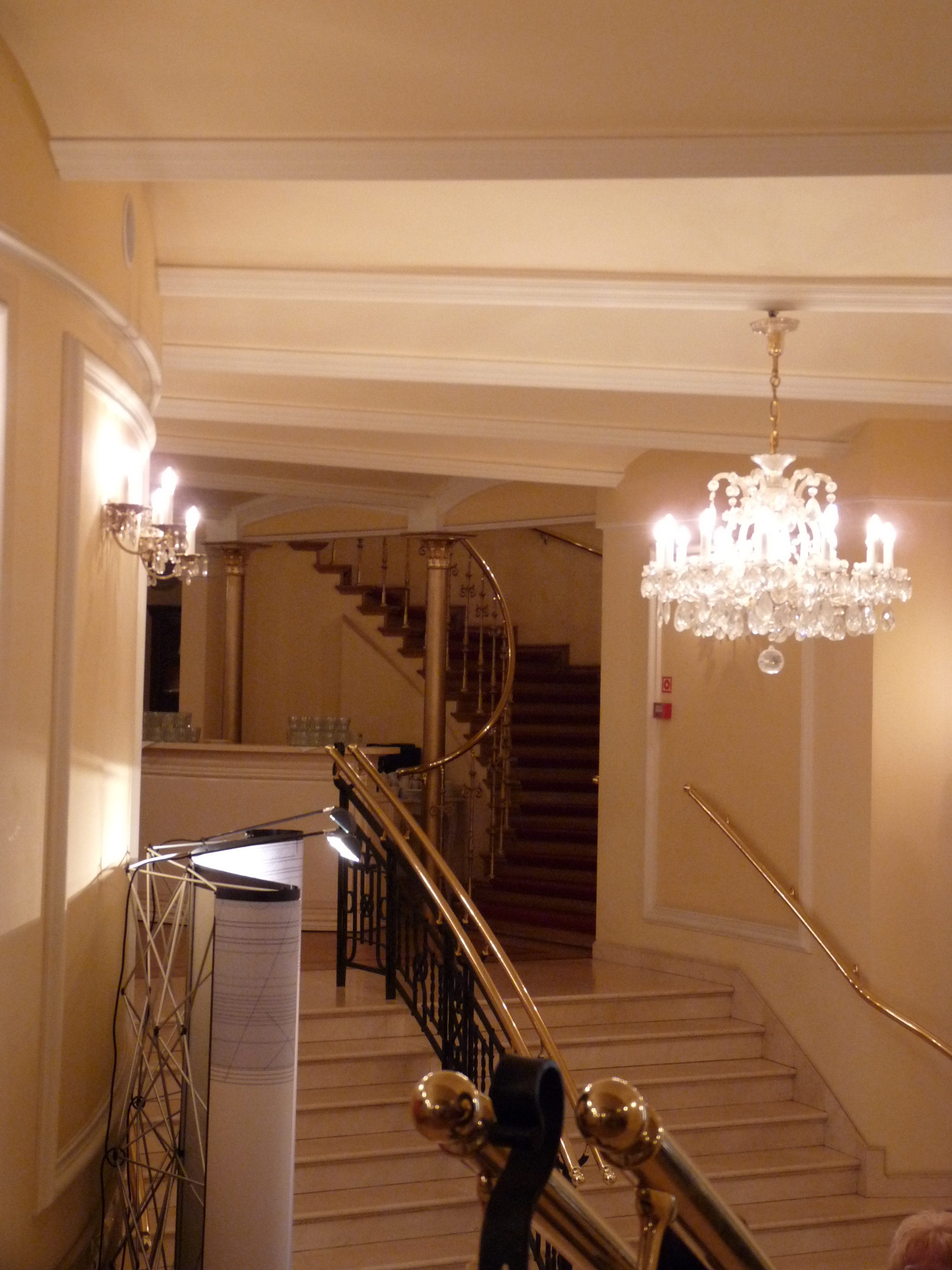
Klatka schodowa
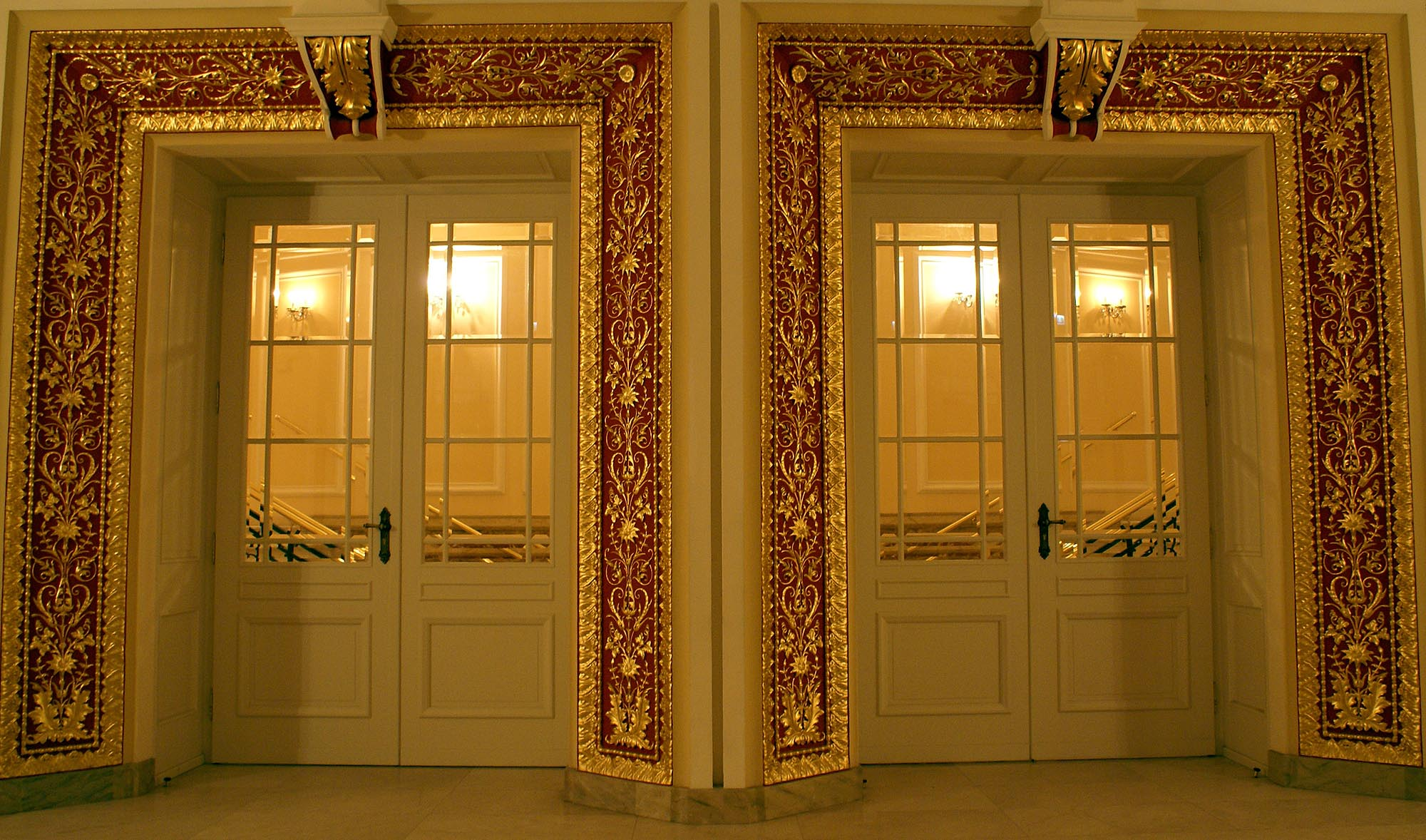
Westybul
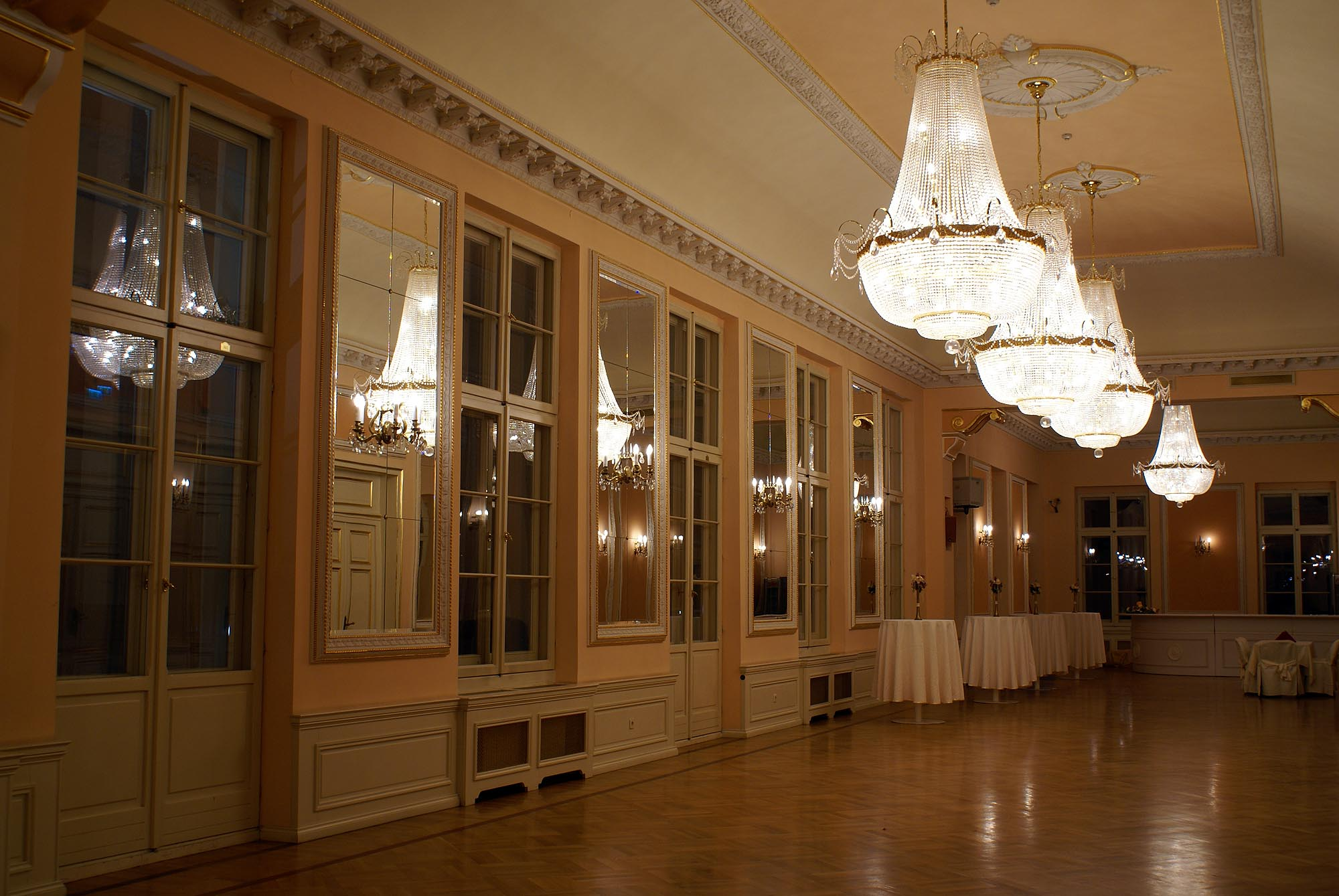
Foyer
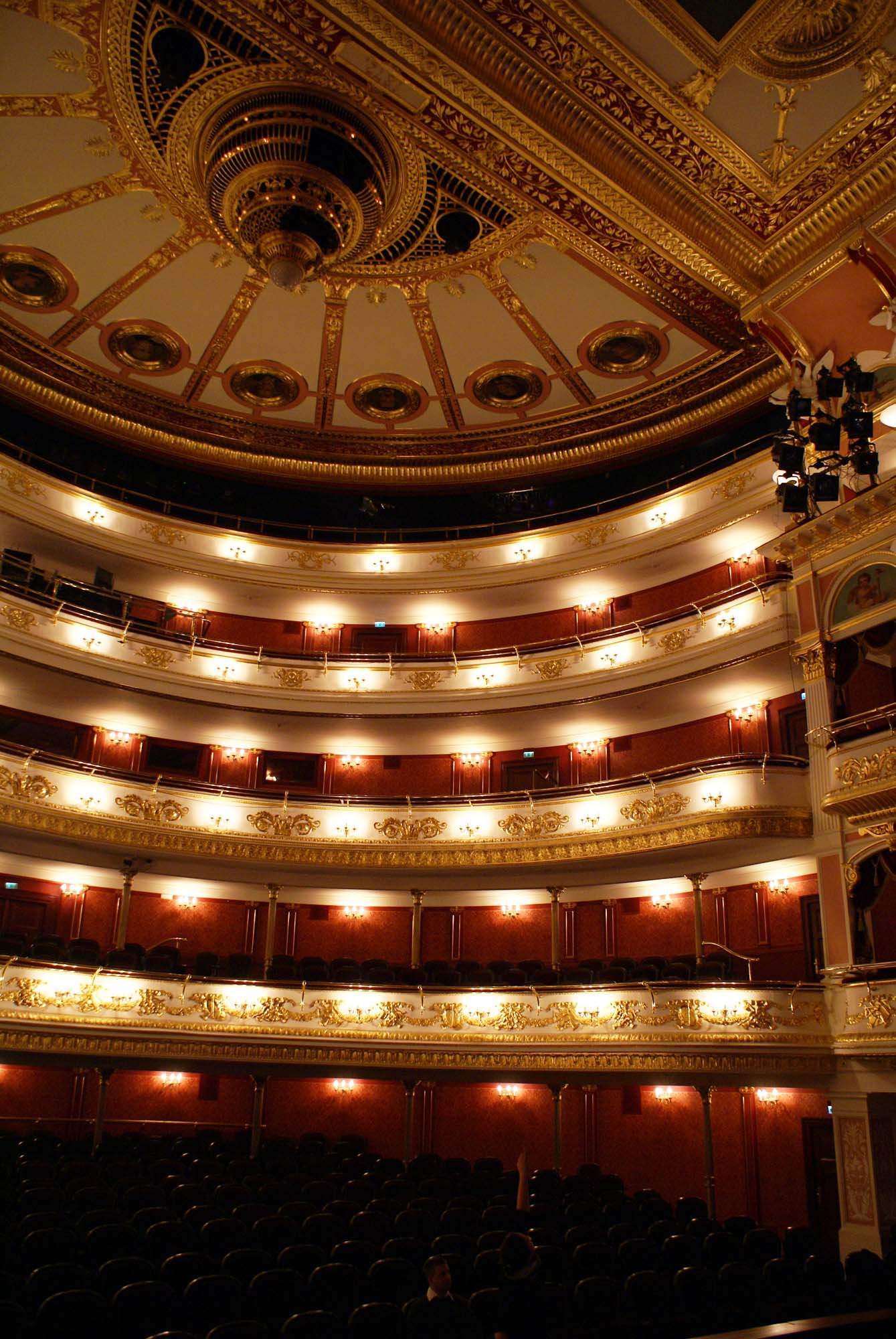
Widownia
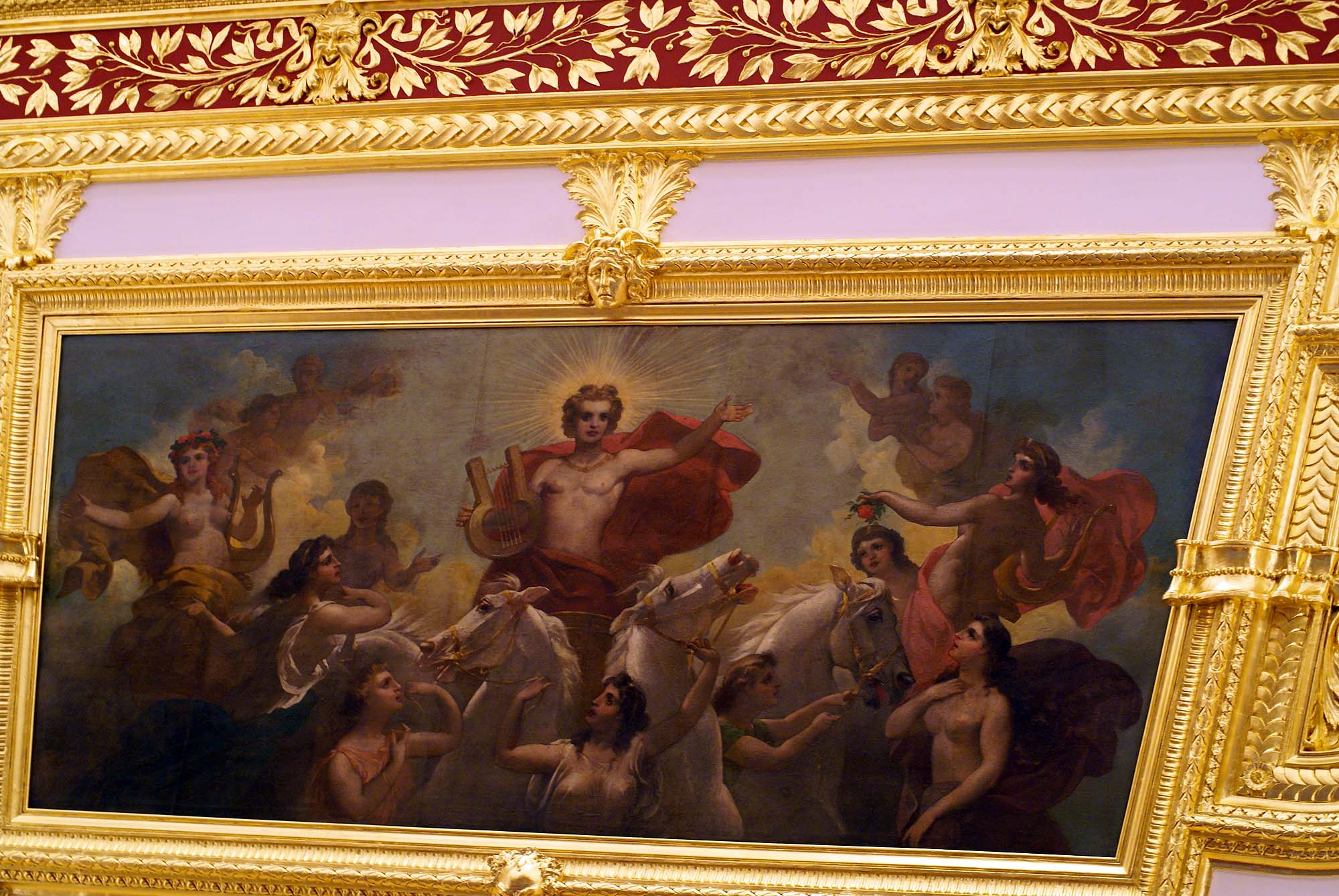
Malowidło na suficie
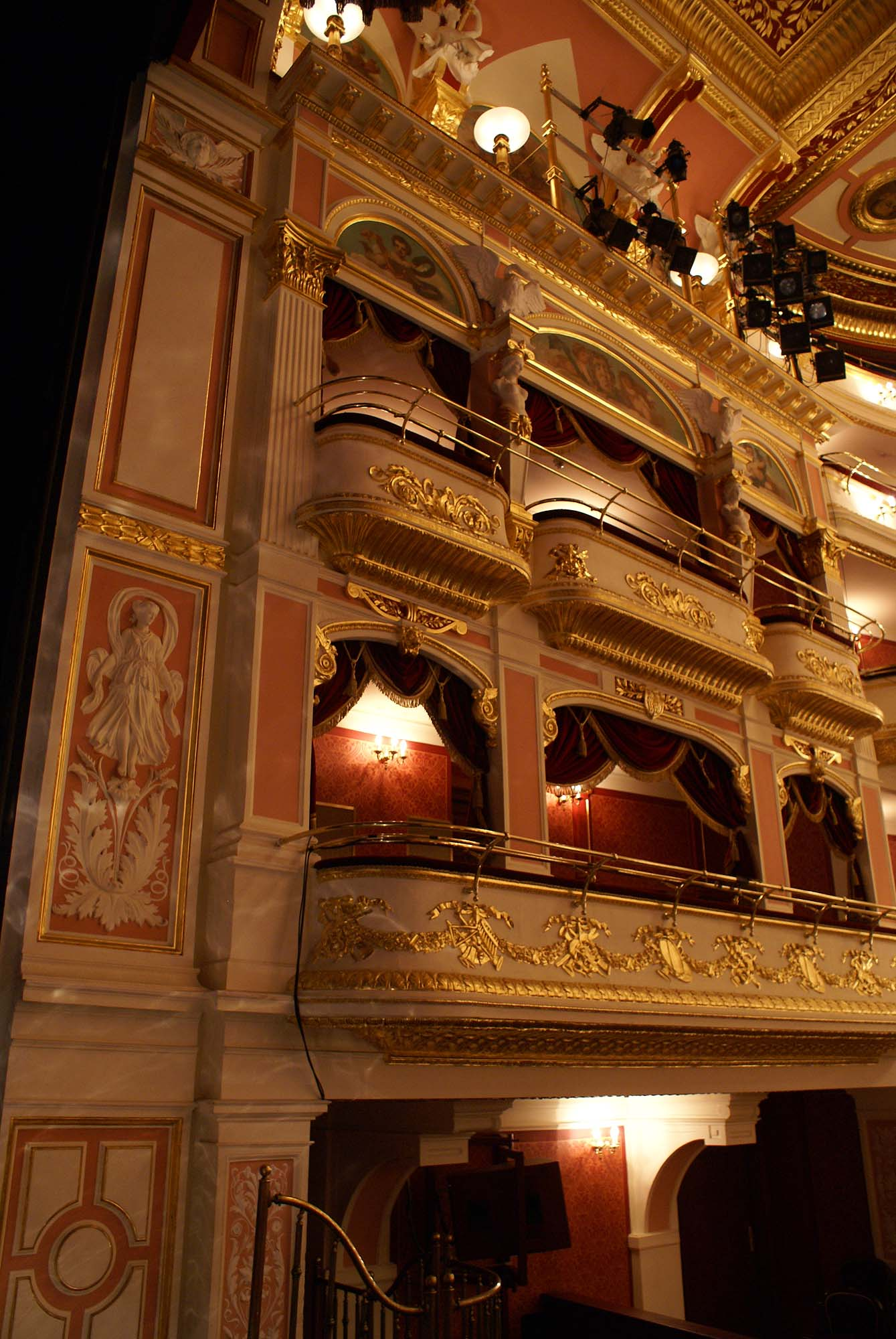
Loże
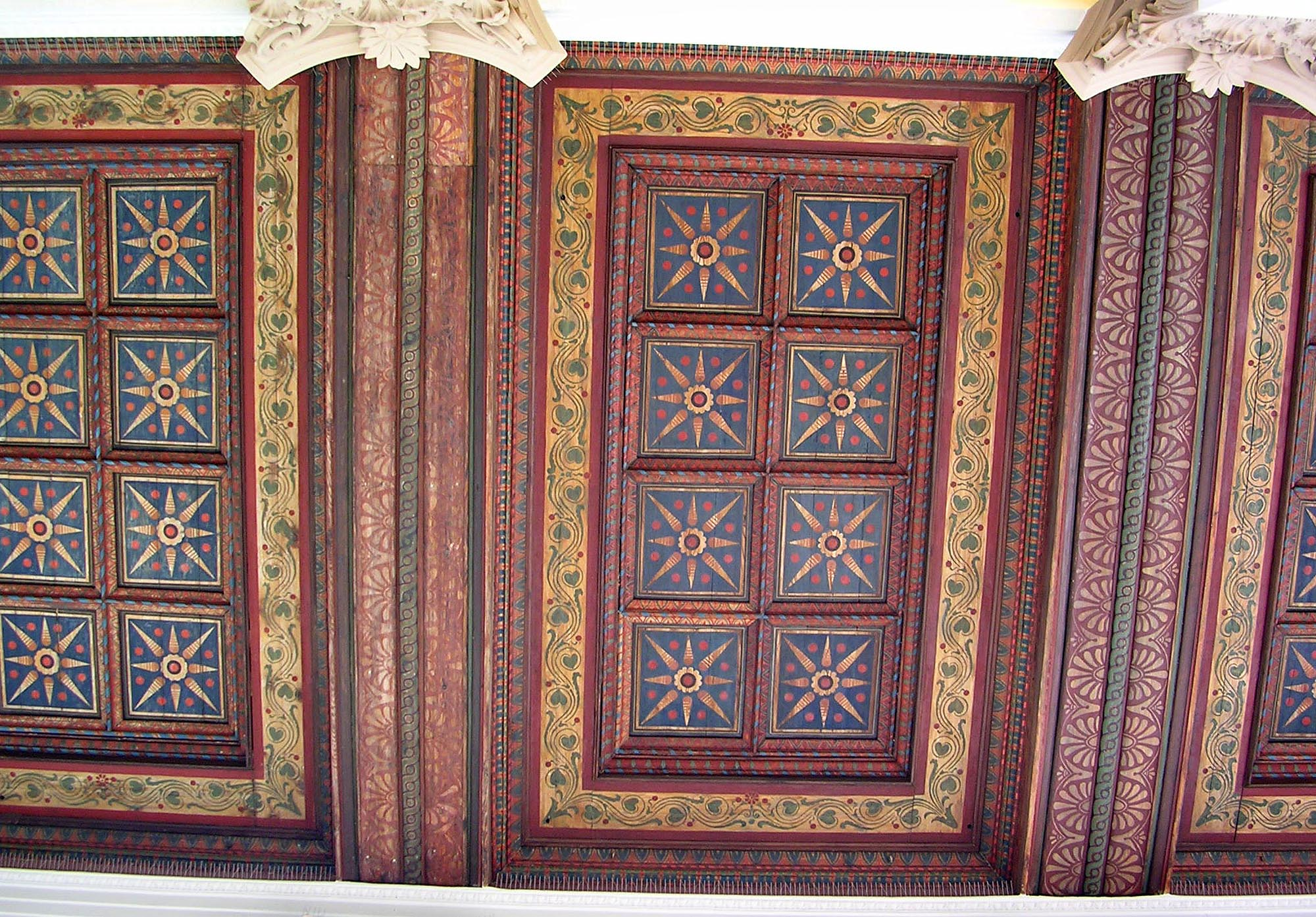
Strop nad tarasem
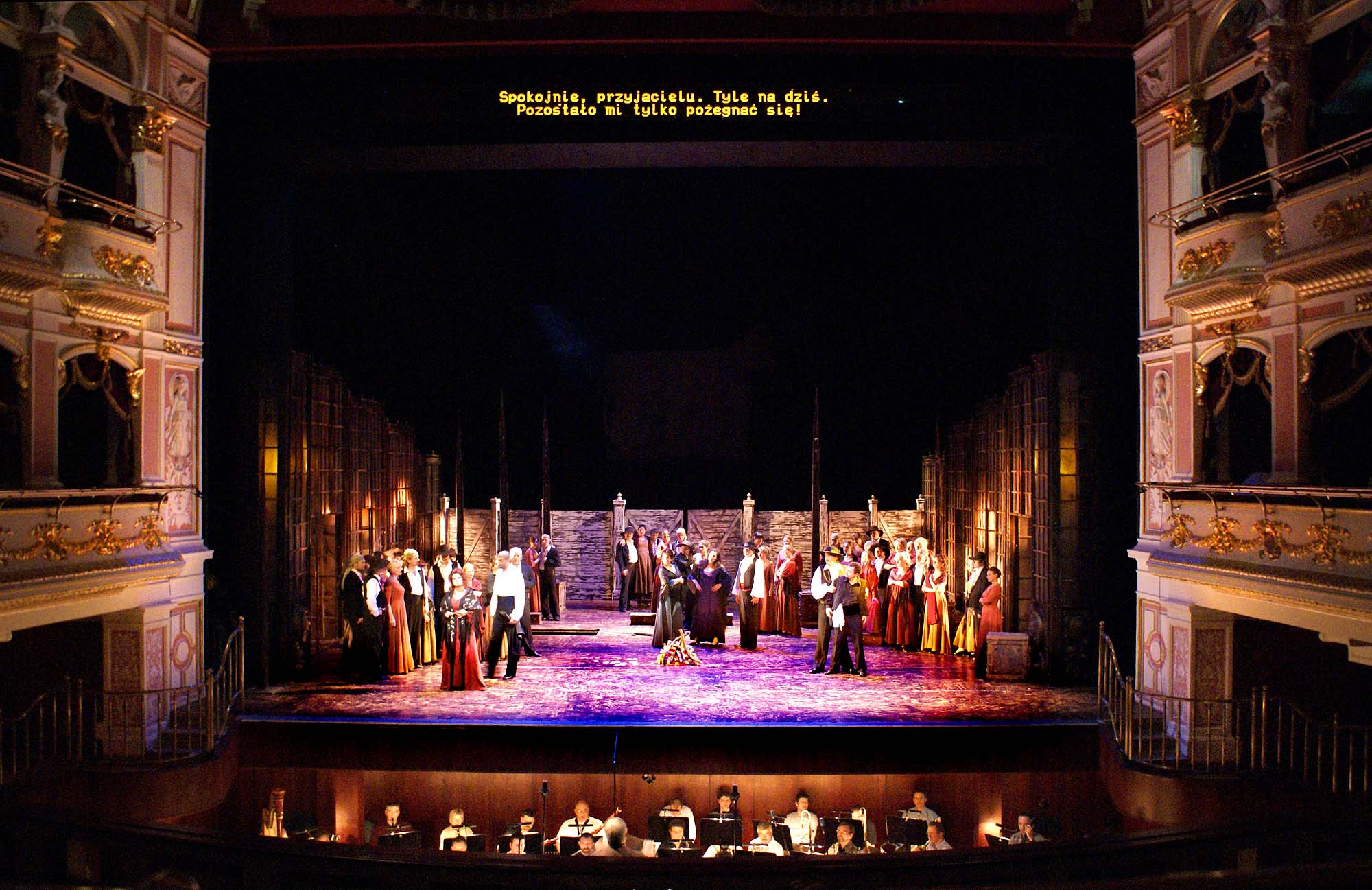
Scena